# Alexander Rudolfowitsch Artemjew
Alexander Rudolfowitsch Artemjew (russisch Александр Рудольфович Артемьев; * 30. November 1958 in Tartu; † 27. Dezember 2005 in Wladiwostok) war ein sowjetisch-russischer Archäologe.

## Leben
Artemjews Eltern waren Lehrer in Isborsk. Als 1971 Walentin Sedows Expedition die befestigte Siedlung Truworowo bei Isborsk ausgrub, begann Artemjew sich für die Archäologie zu begeistern.
Artemjew studierte von 1976 bis 1981 an der Universität Leningrad in der historischen Fakultät. Ab dem 2. Studienjahr führte er im Auftrag Walentin Sedows selbständig Ausgrabungsarbeiten in der Festung Isborsk durch. Von 1982 bis 1984 leistete er den Wehrdienst in der Sowjetischen Armee in Karelien ab. In der Aspirantur im Moskauer Institut für Archäologie der Akademie der Wissenschaften der UdSSR zwischen 1985 und 1987 führte er seine Grabungstätigkeit in der Festung Isborsk fort. Er verteidigte 1987 an der Lomonossow-Universität Moskau mit Erfolg seine Dissertation über die Städte der Republik Pskow im 13. und 14. Jahrhundert für die Aspirantur zum Kandidaten der historischen Wissenschaften, die 1989 erfolgte.
Nach dem Abschluss der Aspirantur ging Artemjew nach Wladiwostok und arbeitete als wissenschaftlicher Mitarbeiter im Institut für Geschichte, Archäologie und Ethnographie der Völker des Fernen Ostens der Fernost-Abteilung der Akademie der Wissenschaften. Er leitete dann das Laboratorium für spätmittelalterliche Archäologie und wurde 2002 wissenschaftlicher Vizedirektor des Instituts.
Artemjew leitete die archäologische Amur-Expedition, die Ausgrabungen am unteren Amur und bis Irkutsk durchführte. Ab 1988 erforschte er in der Oblast Tschita die Ostrogi Schilkinski, Argunski, Nertschinski, Irgenski und den Possad Nertschinsk, in Burjatien die Ostrogi Selenginski und Telembinski, die Sloboda Kjachta sowie die Winterlager im Diwitkan-Gebiet in der Oblast Irkutsk. Auch untersuchte er die Denkmäler der sesshaften Mongolen. Er grub die befestigte Siedlung Chirchirinski bei Priargunsk und den Ostrog Albasino in der Oblast Amur aus.
Artemjew nahm auf Einladung an Konferenzen in Portland (1991) und Fairbanks (1997) in den USA teil.
Artemjew verteidigte 1997 mit Erfolg seine Doktor-Dissertation über die Städte und Ostrogi in Transbaikalien und der Amur-Region in der zweiten Hälfte des 17. Jahrhunderts und im 18. Jahrhundert für die Promotion zum Doktor der historischen Wissenschaften, die 1998 erfolgte.
2003 hielt Artemjew einen eingeladenen Vortrag in Halle. Seine Untersuchung des einzigartigen buddhistischen Tempels auf der Tyr-Klippe am unteren Amur stellte er 2005 auf einem internationalen Symposium in Sapporo vor.
Artemjew wurde am 27. Dezember 2005 an seiner Wohnungstür erschossen. Er wurde in Isborsk neben der Ausgrabungsstätte Truworowo begraben. Das eingeleitete Strafverfahren wegen Mordes brachte zunächst keine Klarheit. Es wurde vermutet, dass ein Konflikt mit Raubgräbern der Grund für seine Ermordung war.

## Preise
- Präsidentenstipendium für die besten Wissenschaftler Russlands
- Arsenjew-Preis des Arsenjew-Museums der Region Primorje in Wladiwostok[5]
- Busse-Preis der Gesellschaft zur Erforschung der Amur-Region (2010 postum)[5]